# 日比野雷風
日比野 雷風（ひびの らいふう、元治元年（1864年） - 大正15年（1926年））は、日本の剣客。神刀流の創始者。本名正吉。

## 経歴
薩摩国出身。幼少時に刀鍛冶の父・道義とともに江戸へ出る。4歳のとき生活に困窮して父子ともに両国橋から飛び込もうとしたところ、菓子行商人・山崎栄助に助けられる。父は失踪し、栄助に育てられたが、義母からは壮絶な虐待を受けた。のちに奉公に出るが、奉公先の近所にはライオン創業者の小林富次郎とその家族が住んでおり、富次郎とは肝胆相照らす仲となった。
13歳で武者修行に出るが、打ちのめされ、絶望して腹を切ろうとしたところ、通りかかった老人にひきとめられる。この老人こそ失踪した父道義であったという。
この父と交流のあった、埼玉県大里郡大里村の貴族院議員・根岸武香の車夫となり、その後上京し、道場を開き、杉山直弥と重野安繹の薫陶を受けた。撃剣興行と剣舞で生活費を稼ぐ。明治23年（1890年）ごろ、神刀流居合を開いた。徳富蘇峰とも親交を結び、日比谷焼き討ち事件の折には蘇峰を暴徒から守ったという。